# Convenção Única sobre Entorpecentes
A Convenção Única sobre Entorpecentes (português brasileiro) ou Convenção Única sobre Estupefacientes (português europeu) é um tratado internacional que controla as atividades (produção, fornecimento, comércio, uso) de entorpecentes específicos e estabelece um sistema de regulamentos (licenças, medidas para tratamento, pesquisa, etc.) para seus usos médicos e científicos.
O tratado atualizou a Convenção de Paris de 13 de julho de 1931, para incluir o grande número de opioides sintéticos inventados nos 30 anos seguintes e para adicionar um mecanismo para incluir novos mais facilmente. De 1931 a 1961, a maioria das famílias de opioides sintéticos foi desenvolvida, incluindo drogas relacionadas à metadona, petidina (meperidina/Demerol), morfinanos e dextromoramida (Palfium, Palphium, Jetrium, Dimorlin, comercializados exclusivamente na Holanda). A pesquisa sobre fentanils e piritramida (R-3365, Pirium, Dipidolor, Piridolan, entre outros) também estava se aproximando naquele momento.
Os tratados anteriores controlavam apenas o ópio, a coca e derivados como a morfina, a heroína e a cocaína. A Convenção Única, adotada em 1961, consolidou esses tratados e ampliou seu escopo para incluir a cannabis e outras substâncias com efeitos semelhantes às drogas já contempladas. A Comissão de Entorpecentes e a Organização Mundial da Saúde foram autorizadas a adicionar, remover e transferir drogas entre as quatro listas de substâncias controladas do tratado. O Conselho Internacional de Controle de Narcóticos foi colocado no controle geral da produção de drogas, comércio internacional e dispensação. O Escritório das Nações Unidas sobre Drogas e Crime foi delegado ao Conselho para o monitoramento diário de cada país e o trabalho com as autoridades nacionais para garantir o cumprimento da Convenção Única. Este tratado foi suplementado pela Convenção sobre Substâncias Psicotrópicas, que controla o LSD, MDMA e outros medicamentos psicoativos, e a Convenção das Nações Unidas contra o Tráfico Ilícito de Entorpecentes e Substâncias Psicotrópicas, que fortalece as disposições contra a lavagem de dinheiro e outras drogas relacionadas.
 

Em fevereiro de 2018, a Convenção Única contava com 186 Estados Partes. A Santa Sé, o Estado da Palestina e todos os Estados membros das Nações Unidas são Estados Partes, com exceção do Chade, Timor Leste, Guiné Equatorial, Kiribati, Nauru, Samoa, Sudão do Sul, Tuvalu e Vanuatu.